# Mawanella Division
Mawanella Division är en division i Sri Lanka.   Den ligger i distriktet Kegalle District och provinsen Sabaragamuwa, i den centrala delen av landet, 80 km öster om huvudstaden Colombo. Antalet invånare är 111 307.